# Svartabborrtjärnen (Sollefteå socken, Ångermanland, 699741-156843)
Svartabborrtjärnen är en sjö i Sollefteå kommun i Ångermanland och ingår i Ångermanälvens huvudavrinningsområde.